# Устав Италије
Устав Републике Италије (итал. Costituzione della Repubblica Italiana) био је ратификован 22. децембра 1947. од стране Уставотворне скупштине, са 453 гласова за и 62 против, пре него што је ступио 1. јануара 1948. године, што је један век после ступања Устава Краљевине Италије. Текст, који је од тада био допуњен шеснаест пута, био је обнародован у посебном издању Газете Уфичале 27. децембра 1947.